# Julián Alfredo
San Julián Alfredo (Cifuentes de Rueda, León, 24 de diciembre de 1903 - Turón, Asturias, 9 de octubre de 1934), fue un religioso español, asesinado durante la Revolución de Asturias de 1934. Considerado mártir por la Iglesia católica, fue canonizado en 1999. Su nombre de nacimiento era Vilfredo Fernández Zapico.
Sus restos descansan en el Monasterio de Santa María de Bujedo.

## Biografía
De niño asistía a la escuela y ayudaba en los labores del campo y en las tareas del hogar. En la escuela asistía junto a unos setenta alumnos más. Su madre muere prematuramente, y entonces fue a vivir con su tío, que era sacerdote.
A los 17 años ingresó a la Orden de los Hermanos Menores Capuchinos, más conocidos como capuchinos. En Bilbao entra en el noviciado, pero, por motivos de salud, regresa a recuperarse a su casa.
Cuando tenía 22 años, ingresó a la congregación Hermanos de las Escuelas Cristianas. Ahí, se dedicó a preparar a los menores para la Primera Comunión. Fue enviado a Burgos, donde hizo el noviciado. El 24 de agosto de 1924 empezó a trabajar de docente, en Caborana. 
Al terminar su curso, en el verano de 1933 es destinado a la comunidad de Turón. El 5 de octubre de 1934, durante la Revolución de Asturias, un grupo de rebeldes arrestó a los ocho Hermanos que trabajaban en la escuela de Turón y al sacerdote pasionista que estaba con ellos. Los nueve religiosos fueron concentrados en la Casa del Pueblo a la espera de la decisión que había de tomar el comité revolucionario, que decidió la condena a muerte. 
Al atardecer del 8 de octubre de 1934, bajo las órdenes de Silverio Castañón y Fermín García "el Casín", se abrió una zanja en el cementerio destinada a recoger los cadáveres de los hermanos. Finalmente fueron asesinados por un piquete que, a falta de voluntarios en Turón, había reclutado Silverio en las localidades de Mieres y Santullano. Los religiosos fueron fusilados poco después de la una de la madrugada del 9 de octubre de 1934.

## Beatificación
San Julián Alfredo fue beatificado el 29 de abril de 1990 por Juan Pablo II. La causa de beatificación narra la ejecución del siguiente modo: 

Las víctimas comprendieron de inmediato las intenciones del Comité y se prepararon generosamente al sacrificio con la oración la confesión y el perdón que otorgaron a sus asesinos. A la hora prevista por el Comité, caminaron juntos y serenos al cementerio. En el centro del mismo estaba preparada una fosa delante de la cual alinearon a los religiosos. Fueron muertos con dos cargas de fusilería y rematados a tiros de pistola. La serenidad y valentía con la que los Hermanos y el P. Pasionista aceptaron el martirio impresionó a los mismos asesinos como más tarde ellos mismos declararían. Pocos meses después de su muerte sus cuerpos fueron exhumados y trasladados con grandes manifestaciones de adhesión al mausoleo donde reposan en Bujedo, en la provincia de Burgos.

## Canonización
El, junto con los otros Hermanos, fue canonizado el 21 de noviembre de 1999, por Juan Pablo II. Su festividad se celebra el día 9 de octubre.